# 지프 그랜드 체로키
지프 그랜드 체로키(Jeep Grand Cherokee)는 미국 크라이슬러에서 지프 브랜드로 판매하는 고급 SUV이다.

## 1세대(ZJ)

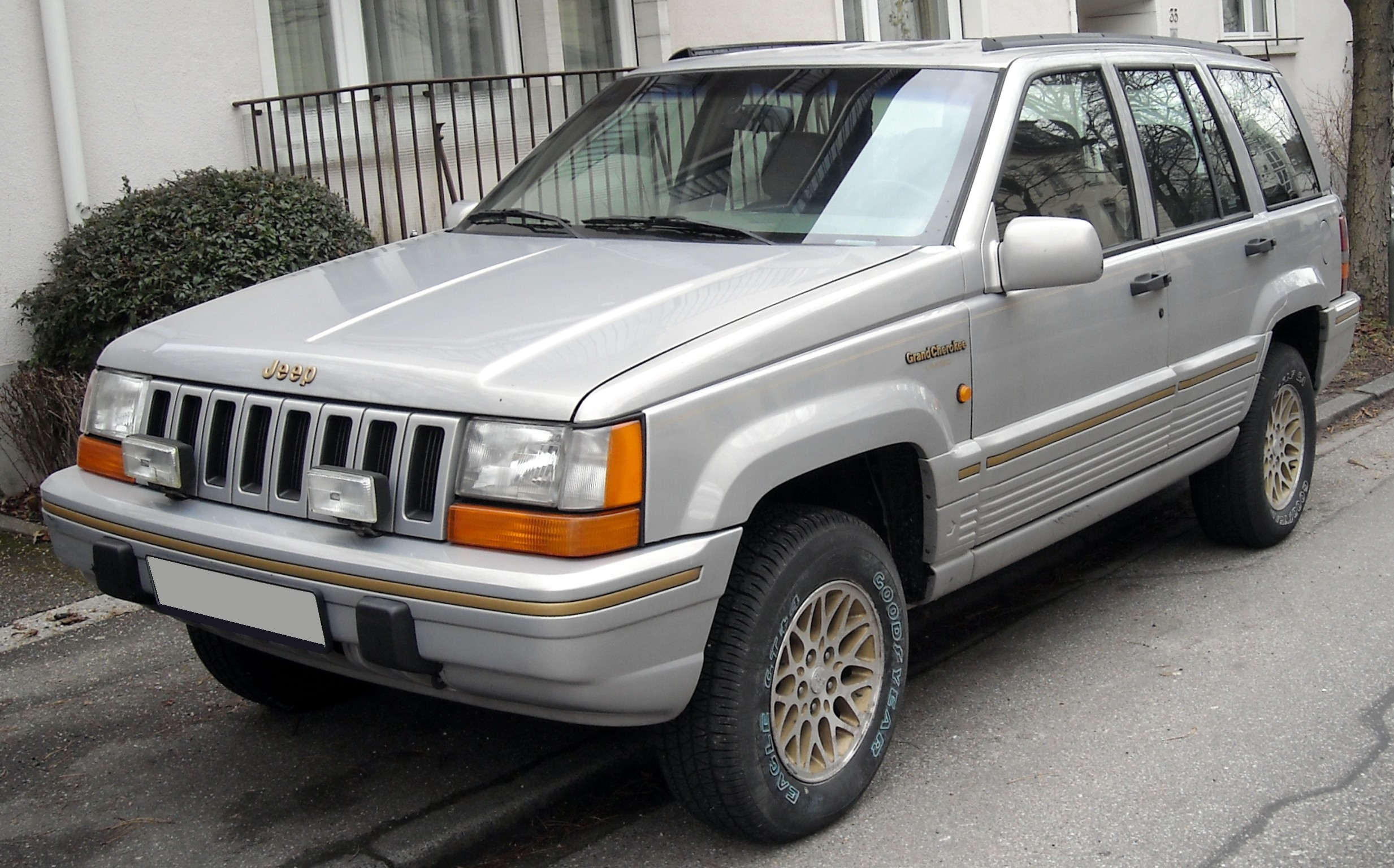
지프 그랜드 체로키 정측면

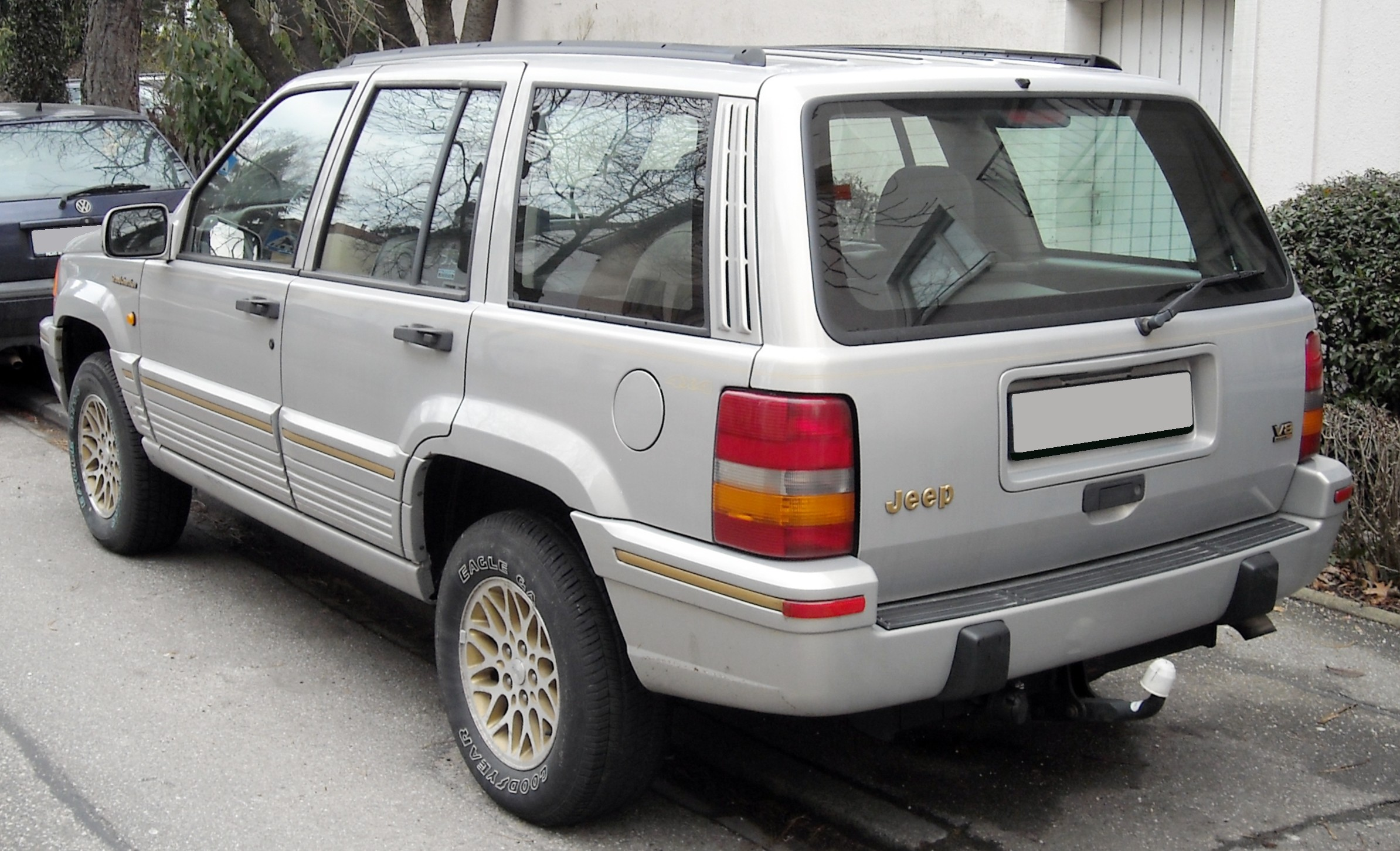
지프 그랜드 체로키 후측면

1992년에 북미 국제 오토쇼를 통해 처음으로 공개되었으며, 이듬해인 1993년에 판매를 시작하였다. 1980년대 후반에 출시하려 했으나, 크라이슬러 CEO였던 리 아이아코카에 의해 여러 차례 재개발을 거친 산고 끝에 출시되었다. 포드 익스플로러의 아성에 대항하기 위해 직렬 6기통 4.0L 242 가솔린 엔진(190마력)과 V8 5.2L 매그넘 가솔린 엔진(225마력)을 장착하였으며, 유럽에는 직렬 4기통 2.5L 디젤 엔진(114마력)을 장착하였다. 여기에 5단 수동변속기 또는 4단 자동변속기를 맞물렸다. 1993년에는 독특한 가죽 인테리어와 차체에 우드 스티커를 부착한 왜고니어가 한정 판매되었는데, 이는 지프 왜고니어를 기리기 위하여 오마쥬한 트림이다. 1996년에는 부분 변경을 통해 전면부가 새롭게 바뀌었으며, 범퍼에 안개등이 부착된 것을 비롯하려 안전 사양으로 듀얼 에어백을 기본 장착하였다. 이 때부터 개량된 직렬 6기통 4.0L 242 파워텍 가솔린 엔진(185마력)을 장착하게 되었고, 팬더 부분에 크라이슬러의 로고를 새겼다. 1998년에는 마지막으로 V8 5.9L 360CID 가솔린 엔진(245마력)을 장착한 리미티드 트림을 내놓아 단종 직전까지 생산하였다. 대한민국에는 1995년부터 우성산업을 통해 본격적으로 수입되었으며, 직렬 6기통 4.0L 242 가솔린 엔진을 장착한 사양이 판매되었다.

## 2세대(WJ)

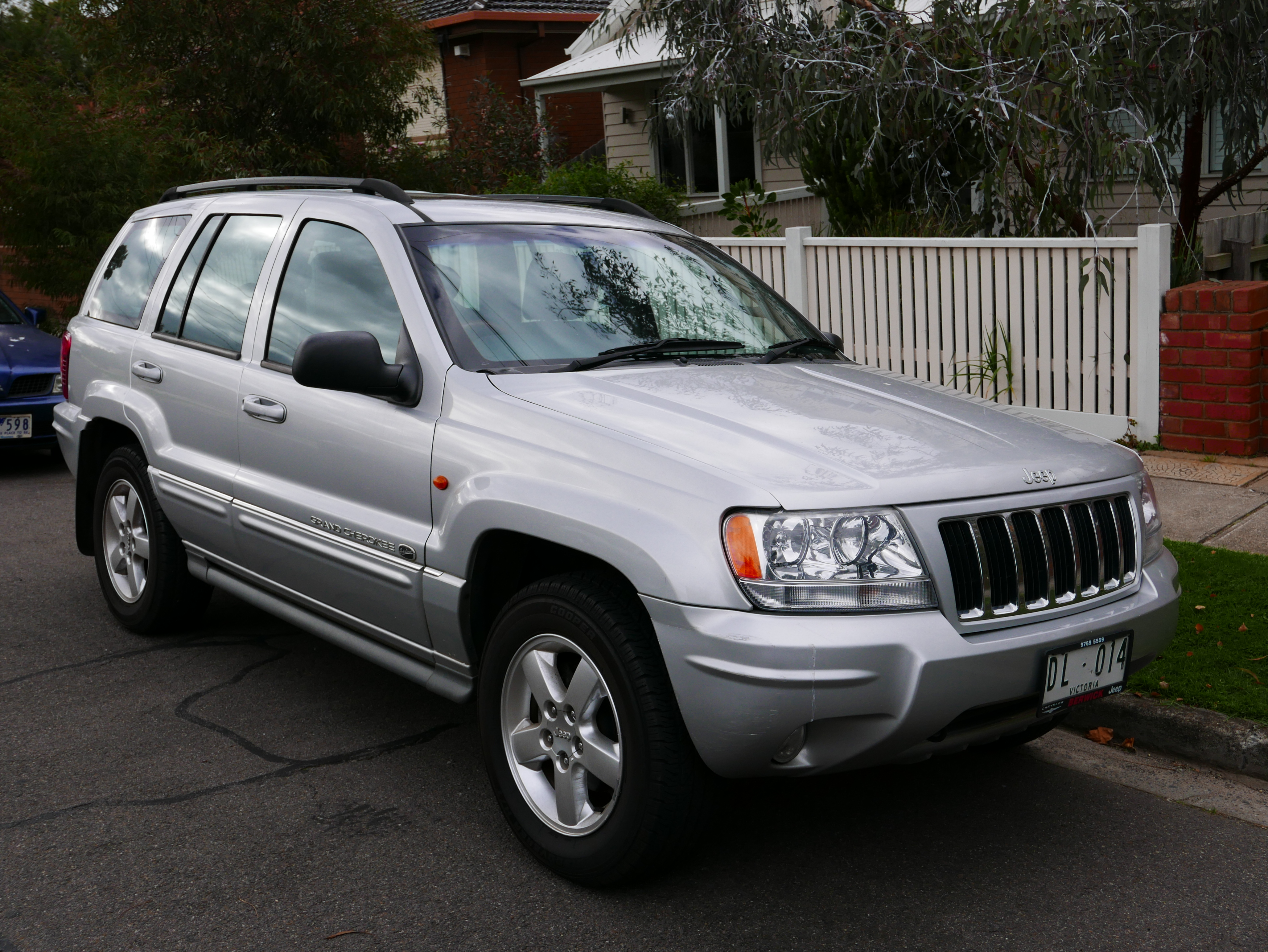
지프 그랜드 체로키 정측면

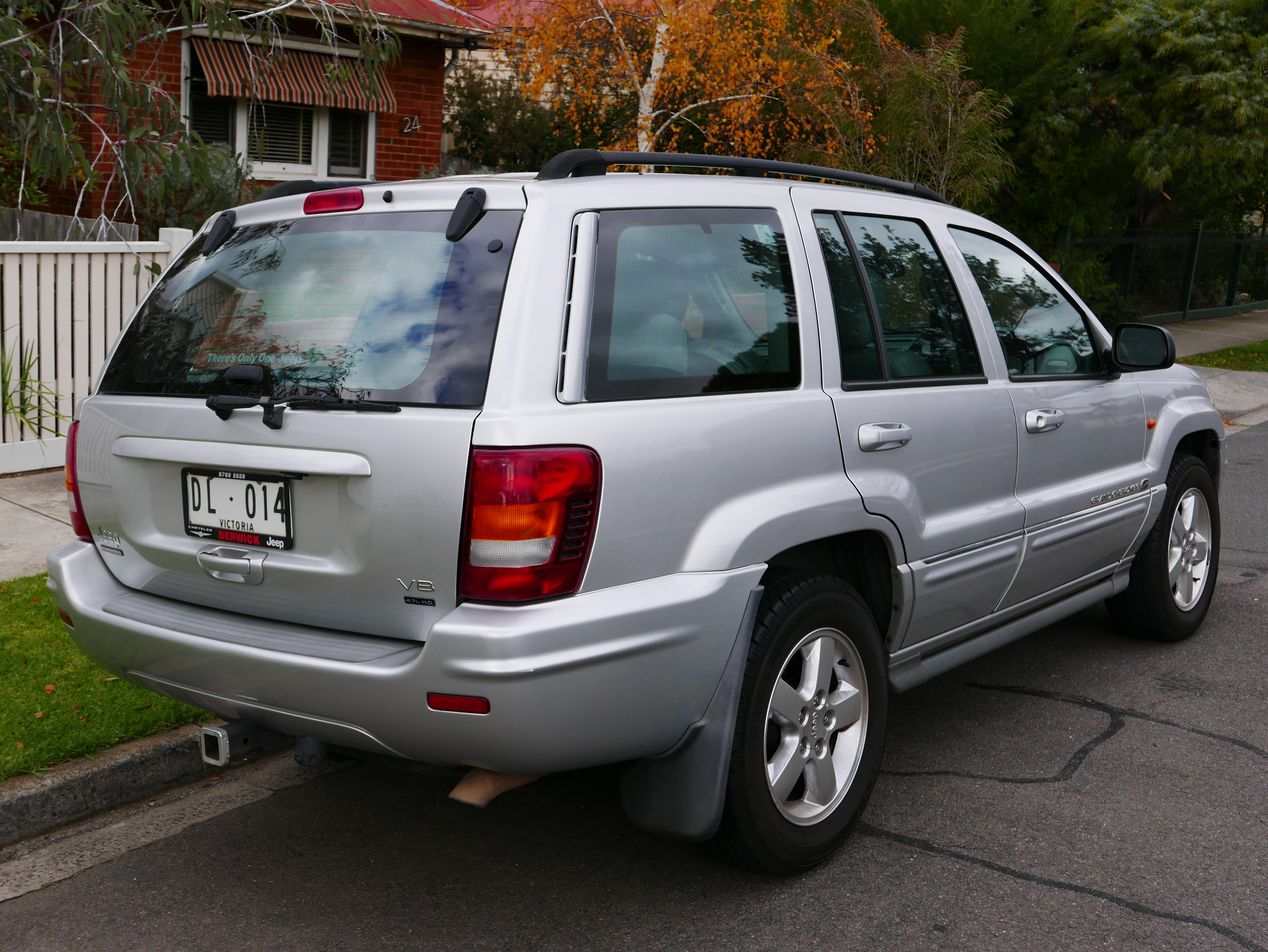
지프 그랜드 체로키 후측면

1999년에 출시되었으며, 다임러 크라이슬러 산하로 넘어가면서 크라이슬러에 의해 처음으로 만들어진 세대이다. 포르쉐가 엔지니어링에 참여하여 경량화가 이루어졌으며, 스페어 타이어 위치가 화물칸에서 차량 하부로 옮겨졌다. 4륜구동 시스템은 콰드라 Ⅱ 드라이브로 새롭게 개량되어 오프로드 성능을 향상시켰으며, 리어 도어가 커지면서 실내 공간도 넓어졌다. 초기에 파워트레인은 흡기 매니폴드가 향상된 직렬 6기통 4.0L 242 파워텍 가솔린 엔진(195마력)과 V8 4.7L 287CID 가솔린 엔진(235마력)이 사용하면서 4단 자동변속기 또는 5단 수동 겸용 자동변속기를 맞물렸다. 2002년에 메르세데스-벤츠의 직렬 5기통 2.7L OM647 디젤 엔진(161마력)을 추가하여 유럽, 호주, 남아메리카, 남아프리카 공화국 등에서 판매하였다. 2004년에는 부분 변경이 이루어졌으나, 얼마 가지 못하여 풀 모델 체인지를 거쳤다. 대한민국에는 다임러크라이슬러한국을 통해 1999년 5월부터 수입되었으며, 직렬 6기통 4.0L 242 파워텍 가솔린 엔진과 5단 자동변속기를 맞물렸다. 2002년에는 V8 4.7L 287CID 가솔린 엔진을 장착하였고, 2004년에는 직렬 5기통 2.7L OM647 디젤 161마력 엔진을 장착하여 2005년까지 판매되었다. 2006년에 중국 베이징 지프로 매각되어 여전히 중국에서 판매 중이다.

## 3세대(WK)

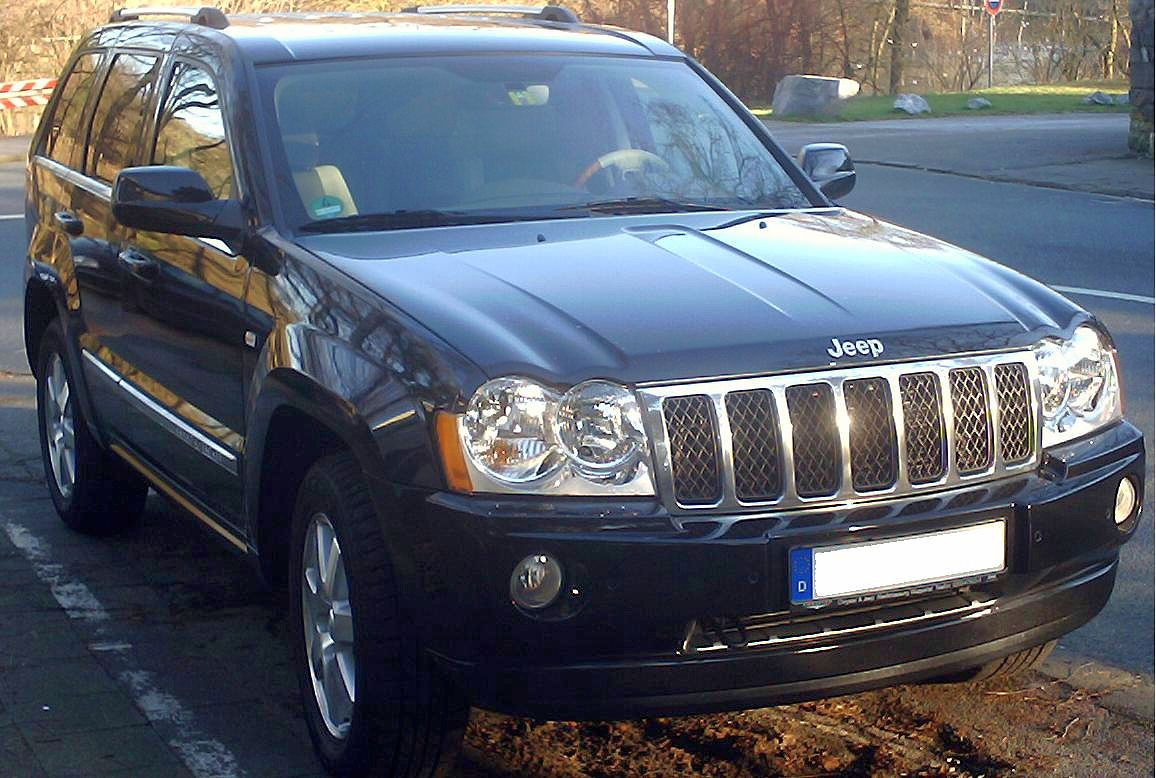
지프 그랜드 체로키 정측면

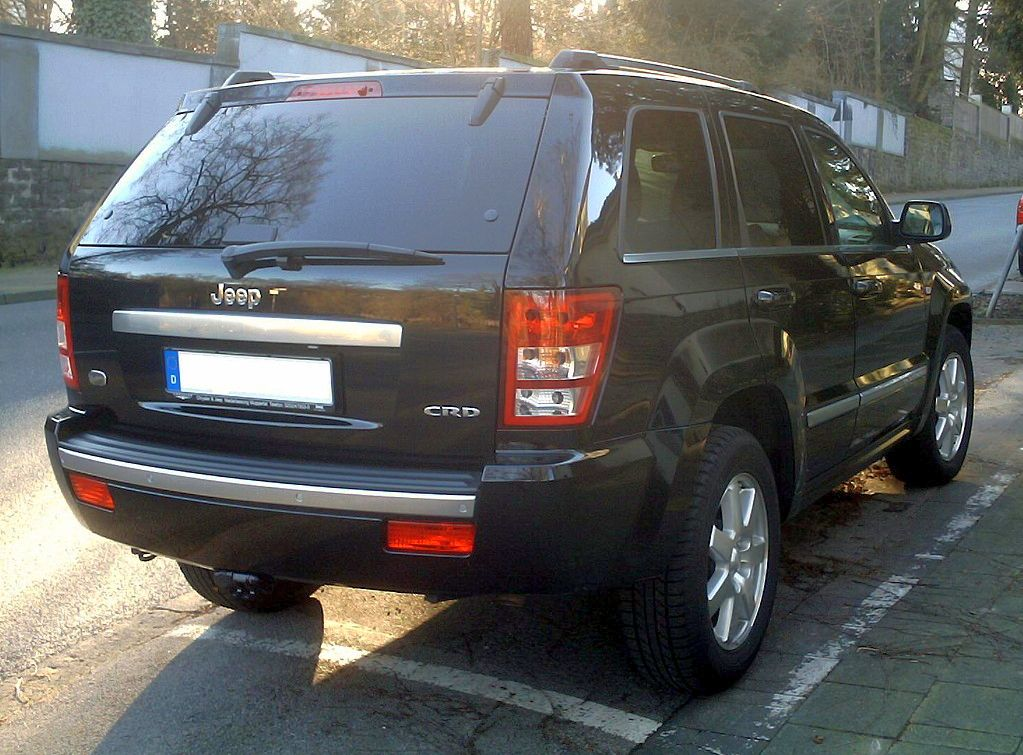
지프 그랜드 체로키 후측면

2005년에 뉴욕 국제 오토쇼를 통해 출시되었다. 콰드라 Ⅱ 드라이브 시스템 기반의 4륜구동을 적용하였으며, 처음으로 뒷좌석용 DVD 플레이어도 적용되었다.NVH가 향상되어 온로드에 초점을 맞추어져 온로드에서도 오프로드 못지 않은 성능을 자랑하였다. 이때부터 프레임 바디에서 모노코크 바디로 바꿨다. 엔진은 V6 3.7L 파워텍 가솔린 엔진(210마력)과 V8 4.7L 파워텍 가솔린 엔진(235마력), V8 5.7L 헤미 가솔린 엔진(330마력) 등 3가지 엔진을 사용하고, 여기에 5단 자동변속기를 맞물렸다. 유럽, 남아메리카, 호주, 대한민국에서는 2007년에 V6 3.0L OM642 디젤 엔진이 탑재되었다. 2006년에는 고성능 트림인 SRT-8을 내놓았는데, V8 6.1L 헤미 가솔린 엔진(420마력)이 장착되어 제로백(0→100km/h)은 5.2초를 자랑한다. 2008년에는 부분 변경을 거쳐 헤드 램프가 원형으로 바뀌었으며, V8 4.7L 파워텍 가솔린 엔진은 235마력에서 305마력으로 출력이 대폭 상승하였다. 2009년에는 V8 5.7L 헤미 가솔린 엔진을 개량하여 출력이 330마력에서 357마력으로 향상되었다. 대한민국에는 2005년에 정식 수입되었으며, V6 3.0L OM642 디젤 엔진과 V8 4.7L 파워텍 가솔린 엔진이 장착되어 2010년까지 판매되었다.

## 4세대(WK2)

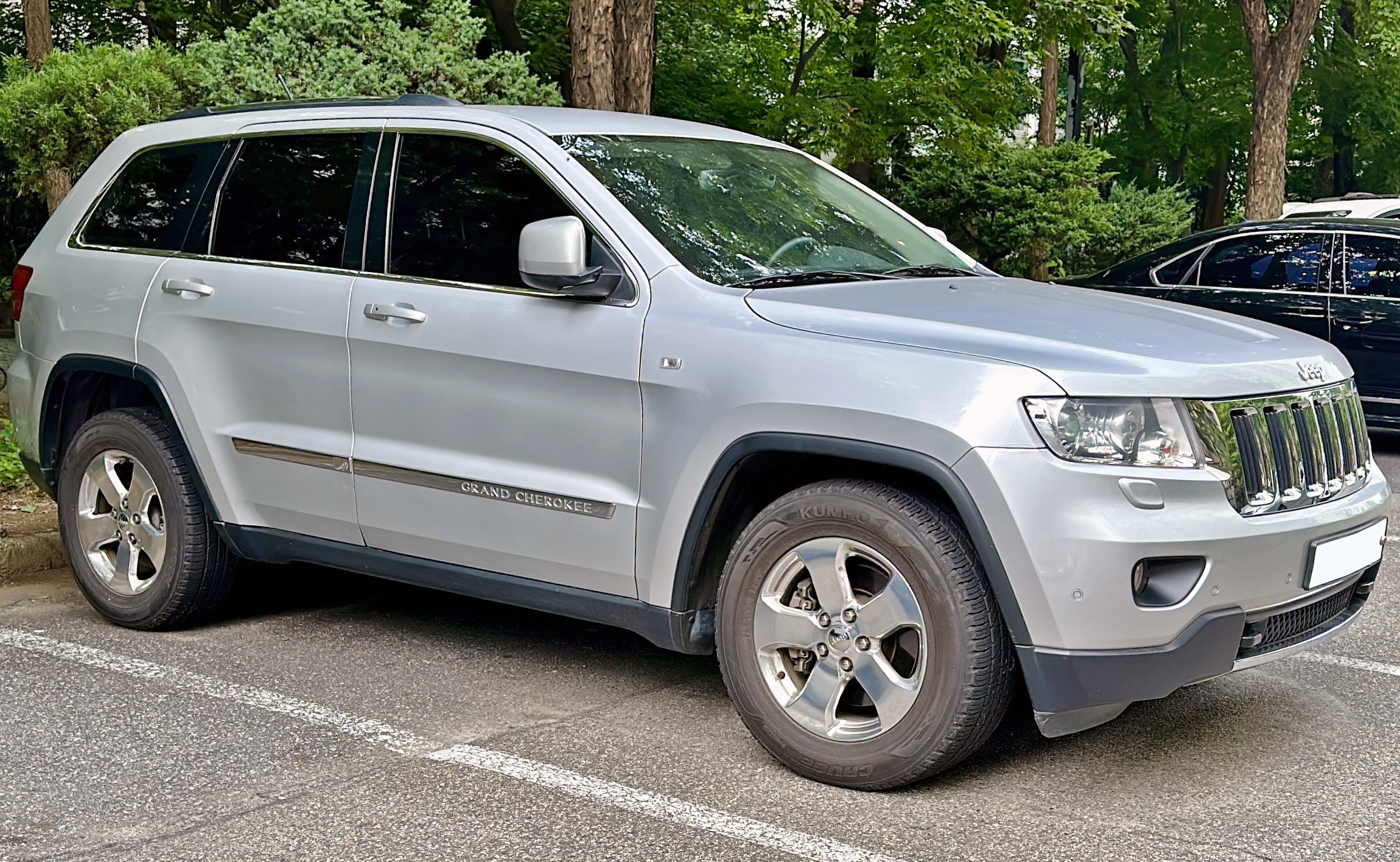
지프 그랜드 체로키(전기형) 정측면

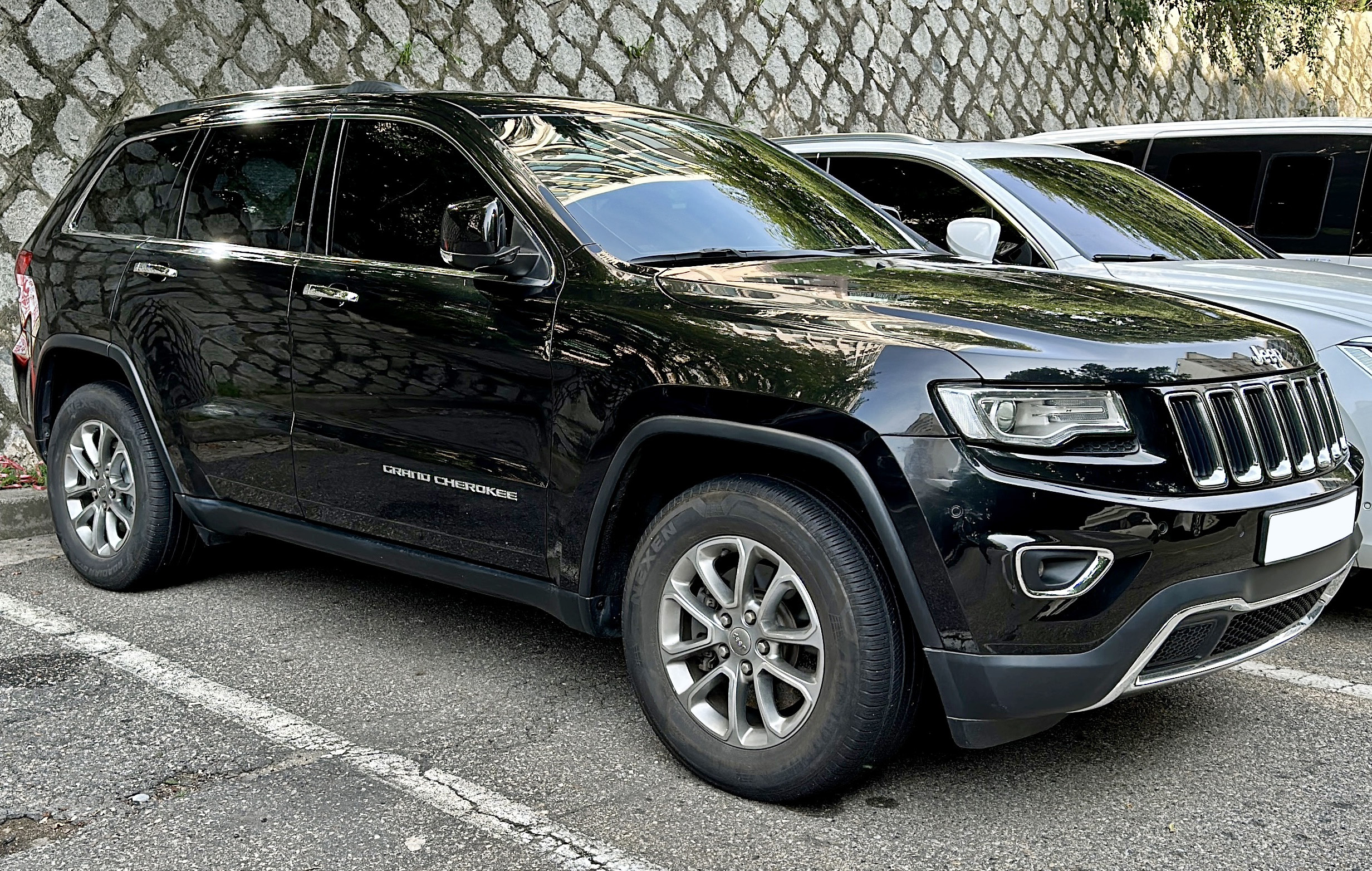
지프 그랜드 체로키(중기형) 정측면

2009년에 뉴욕 국제 오토쇼를 통해 공개되었으며, 다음 해인 2010년에 출시되었다. 벤츠 M클래스(GLE)와 같은 모노코크 타입 플랫폼 및 30% 가량의 하드웨어를 공용함과 동시에, 다임러에서 개발에 관여한 마지막 세대이다. 새로운 4륜구동 시스템인 콰드라 트랙 Ⅱ와 셀렉트 체인 시스템을 적용하였으며, 에어 서스펜션과 리어 멀티 링크를 포함한 4륜 독립 서스펜션을 적용하여 온로드 성능이 대폭 향상되었다. 엔진은 펜타스타 V6 3.6L 가솔린 엔진(290마력), V8 5.7L 헤미 가솔린 엔진(360마력), V6 3.0L CRD 디젤 엔진(190마력) 등 3가지가 적용되었고, 여기에 5단 5G-TRONIC 자동변속기 또는 6단 RFE 자동변속기를 조합하였다. 인테리어는 카고 룸과 프론트 도어 및 리어 도어의 개방각을 확대하여 넓은 실내 공간을 자랑한다. 2011년 7월에는 V8 6.4L 헤미 가솔린 엔진(470마력)을 장착한 고성능 트림인 SRT-8이 출시되었다. 2013년에는 부분 변경을 통해 익스테리어와 인테리어가 바뀌었고, VM 모토리에서 새로 공급받는 V6 3.0L CRD 디젤 엔진은 241마력으로 성능이 대폭 향상되었으며, 자동변속기는 8단으로 교체됐다. 서미트 트림과 SRT-8 트림에는 하만 카돈의 카스테레오가 적용되어 풍부한 음으로 음악을 들을 수 있게 되었다.
닷지의 미드사이즈급 픽업 트럭 다코타의 플랫폼을 이용했던 듀랑고는 다코타가 단종된 후 3세대로 풀 모델체인지하면서 4세대 그랜드 체로키의 플랫폼을 공용한다. 거기에 기존 생산지였던 델라웨어주 뉴어크 소재 크라이슬러의 공장이 폐쇄되어, 3세대 듀랑고부터는 같은 플랫폼을 쓰게 된 그랜드 체로키가 생산 중인 디트로이트로 생산지를 옮겼다.

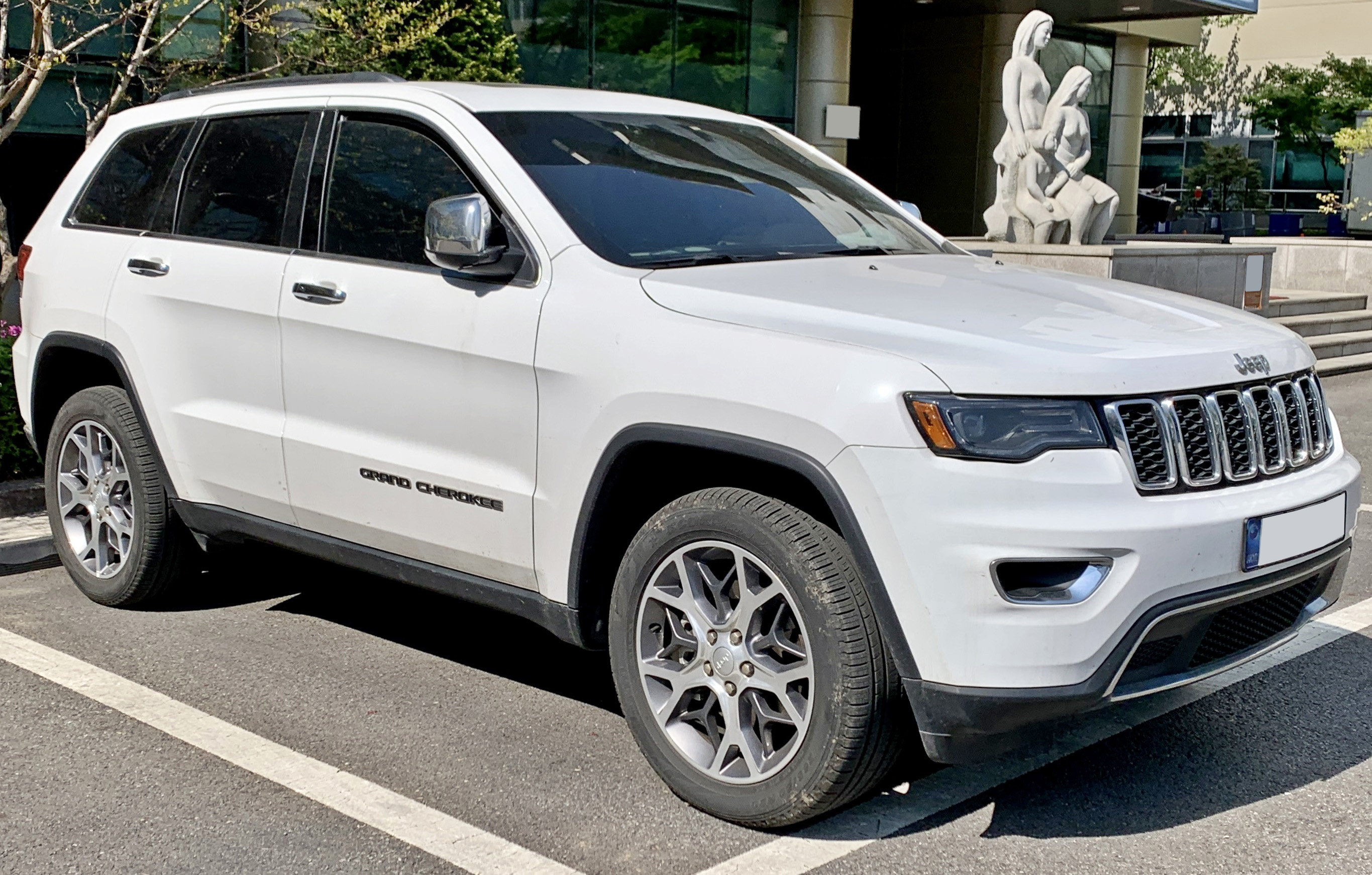
지프 그랜드 체로키(후기형) 정측면

대한민국에는 2010년 10월 12일에 출시했다. 초기에는 V6 3.6L 펜타스타 가솔린 엔진만 사용하였으나, 부분 변경 차종이 들어온 2011년 8월 4일부터 241마력 V6 3.0L 커먼레일 디젤 엔진과 8단 자동변속기가 추가됐다.

## 5세대(WL)
5세대부터는 숏바디와 롱바디로 출시되었다. 2021년 1월 8일에 롱바디 모델을 우선 공개했고, 기존 이름 뒤에 L이 붙었다. 숏바디는 같은 해 9월에 공개되었다.
지프 최초로 7인승 모델이 출시되며, 독립식 6인승 시트도 선택할 수 있다.
286마력 펜타스타 V6 3.6리터 DOHC 가솔린 자연흡기 엔진과 357마력 HEMI V8 5.7리터 가솔린 자연흡기 엔진 중 하나를 선택할 수 있으며, 이후에는 랭글러에도 장착되는 GME-T4 375마력 2.0리터 싱글터보 플러그인 하이브리드(4xe)도 출시되었다. 플러그인 하이브리드는 숏바디에만 적용되며, 전기충전구는 앞 펜더에 있다. V8 5.7리터 가솔린 엔진은 2022년 12월 말부터 숏바디 사양에서 제외됐다. 자동변속기는 ZF의 8단이 탑재된다.
대한민국에는 2021년 11월 23일에 5세대 롱바디(L) 모델을 우선 출시했으며, 트림은 7인승 오버랜드, 6인승 서밋 리저브 2가지다. 장축형에는 펜타스타 V6 3.6리터 DOHC 가솔린 엔진만 들어온다. 숏바디 모델은 2022년 12월에 출시하며, 랭글러 4xe와 공용하는 GME-T4 2.0리터 싱글터보 플러그인 하이브리드와 기존 286마력 펜타스타 V6 3.6리터 DOHC 가솔린 엔진이 장착된다. 대한민국 복합연비는 V6 3.6 DOHC 7.4km/L, 2.0 플러그인 하이브리드 8.8km/L. 4xe의 EV 모드 주행거리는 대한민국 인증 기준으로 33km다. 또한 숏바디 4xe는 크라이슬러 및 지프의 모델로는 보기 드물게 대한민국에서 억대 가격에 판매된다.

## 경쟁 차종
- 현대자동차 - 맥스크루즈, 팰리세이드
- 기아자동차 - 모하비, 텔루라이드
- 쉐보레 - 트래버스
- KG모빌리티 - G4 렉스턴
- 혼다 - 파일럿
- 포드 - 익스플로러, 플렉스
- 폭스바겐 - 투아렉, 아틀라스
- 닷지 - 듀랑고
- 닛산 - 패스파인더